# إبوليت فيدروفيتش بوغدانوف
إبوليت فيدروفيتش بوغدانوف (3 يناير 1744 - 18 يناير 1803) (بالروسية: Ипполи́т Фёдорович Богдано́вич) هو شاعر روسي من الفترة الكلاسيكية عاش في القرن الثامن عشر.

## سيرته
ولِدَ إبوليت فيدروفيتش بوغدانوف في بلدةٍ قُربَ بولتافا، في أسرة أوكرانيَّة نبيلة، ودرس في جامعة موسكو حتى عام 1761، وبدأ مسيرته الأدبيَّة بعد عامين من تخرُّجه عندما تولَّى تحرير مجلَّة أدبيَّة. وفي 1766 التحق بوغدانوف بالسفارة الروسية في درسدن، ثُمَّ عاد بعد ثلاث سنين إلى سانت بطرسبورغ، وبين عامي 1775 و1782 ترأس تحرير المجلَّة الحكوميَّة الوحيدة في تلك الفترة، ومن ثمَّ تولَّى إدارة أراشيف الدولة، ولم يعطِ منصبه الجديد أي أهميَّة، وانشغل أكثر بنشاطه الأدبي، وترجم في هذه الفترة إلى الروسيَّة أعمال فولتير وديدرو وروسو. وفي عام 1778 نشر بوغدانوف عمله الأشهر، وهي قصيدة طويلة تحت عنوان «دوشنكا» (Dushenka)، اقتبسها من إحدى قصائد لا فونتين، الذي بدوره اقتبسها من لوكيوس أبوليوس، واستطاع بوغدانوف ببراعة أن يصبغها صبغةً روسيَّةً بأسلوب القصص الروسيَّة الشعبيَّة. بعد نشر هذه القصيدة ذاع صيت بوغدانوف كأشهر شعراء الشعر الخفيف في روسيا، وتوطَّدت علاقته بالأميرة داشكوفا، واستطاع الالتحاق بحلقتها الأدبيَّة، كما لقي عناية كاترين الثانيَّة، التي شجعته على كتابة المسرحيات الكوميدية. تُوفِّي إبوليت فيدروفيتش بوغدانوف في الثامن عشر من يناير سنة 1803.

## روابط خارجية
- إبوليت فيدروفيتش بوغدانوف على موقع الموسوعة البريطانية (الإنجليزية)